# Army of the Tennessee
Die Army of the Tennessee (Armee des Tennessee, oft auch Tennessee-Armee, aber nicht zu verwechseln mit der konföderierten Army of Tennessee) war ein Großverband der United States Army im Sezessionskrieg.
Sie entstand aus drei Divisionen aus dem Bezirk Cairo, Illinois, im Wehrbereich Missouri als Army in the Field. Diese wurde am 21. Februar 1862 durch drei Divisionen verstärkt in Army of West Tennessee umbenannt und nach ihrer De-facto-Auflösung durch Generalmajor Henry W. Halleck am 30. April 1862 am 16. Oktober 1862 als Army of the Tennessee aufgestellt. Benannt wurde sie dabei nach dem Fluss Tennessee.
Unter dem Befehl von Ulysses S. Grant versuchte sie 1862 und 1863 mehrfach, Vicksburg zu erobern, was ihr schließlich am 4. Juli 1863 gelang.
Im Herbst 1863 wurde ein Teil der Armee, nun unter William T. Sherman, von Mississippi nach Tennessee verlegt, um an der Schlacht von Chattanooga mitzuwirken.
1864 nahm die Armee, inzwischen unter dem Oberbefehl Generalmajor James B. McPhersons, am Atlanta-Feldzug teil, bei dem sie eine von Shermans wichtigsten Armeen war. McPherson fiel am 22. Juli in der Nähe von Atlanta. Sein Nachfolger wurde für kurze Zeit John Alexander Logan, dann Oliver Otis Howard. Dieser führte die Armee bis Kriegsende und nahm mit ihr an Shermans „Marsch zum Meer“ und am Feldzug in den Carolinas teil.
Die Tennessee-Armee war eine der erfolgreichsten Armeen des Nordens. Die Armee nahm an der Abschlussparade, dem Grand Review, nach Kriegsende in Washington, D.C. teil. Sie wurde am 1. August 1865 aufgelöst.

## Oberbefehlshaber
- Brigadegeneral Ulysses S. Grant (23. Dezember 1861–21. Februar 1862) (Army in the Field)
- Generalmajor Ulysses S. Grant  (21. Februar 1862–16. Oktober 1862) (Army of West Tennessee)
- Generalmajor Ulysses S. Grant  (16. Oktober 1862–24. Oktober 1863)
- Generalmajor William T. Sherman (24. Oktober 1863–26. März 1864)
- Generalmajor James B. McPherson (26. März 1864–22. Juli 1864)
- Generalmajor John A. Logan (22. Juli 1864–27. Juli 1864)
- Generalmajor Oliver O. Howard (27. Juli 1864–19. Mai 1865)
- Generalmajor John A. Logan (19. Mai 1865–1. August 1865)

## Schlachten und Feldzüge
- Einnahme von Fort Henry
- Schlacht um Fort Donelson
- Schlacht von Shiloh
- Belagerung von Corinth
- Stones River Feldzug
- Erster Vicksburg-Feldzug
- Zweiter Vicksburg-Feldzug
- Chattanooga-Ringgold-Feldzug
- Atlanta-Feldzug
- Shermans Marsch ans Meer
- Carolina-Feldzug